# ذا بوك أوف بوبا فيت
ذا بوك أوف بوبا فيت "سفر بوبا فيت" (بالإنجليزية: The Book of Boba Fett)‏ هو مسلسل أمريكي عرض على ديزني+ وهو جزء من سلسلة حرب النجوم.المسلسل من بطولة تيمويرا موريسون في دور بوبا فيت ومينغ نا ون. عرض المسلسل في 29 ديسمبر 2021 - 9 فبراير 2022.

## روابط خارجية
- الموقع الرسمي
- ذا بوك أوف بوبا فيت على موقع IMDb (الإنجليزية)
- ذا بوك أوف بوبا فيت على موقع ميتاكريتيك (الإنجليزية)
- ذا بوك أوف بوبا فيت على موقع روتن توميتوز (الإنجليزية)
- ذا بوك أوف بوبا فيت على موقع فيلمافينيتي (الإسبانية)
- ذا بوك أوف بوبا فيت على موقع ليتربوكسد (الإنجليزية)
- ذا بوك أوف بوبا فيت على موقع كينوبويسك (الروسية)
- ذا بوك أوف بوبا فيت على موقع ألو سيني (الفرنسية)
- ذا بوك أوف بوبا فيت على موقع قاعدة بيانات الفيلم (الإنجليزية)